# Irbisia mollipes
Irbisia mollipes är en insektsart som beskrevs av Van Duzee 1917. Irbisia mollipes ingår i släktet Irbisia och familjen ängsskinnbaggar. Inga underarter finns listade i Catalogue of Life.